# Miro Vidović
Miro Vidović (Vukovar, 1967. – 7. rujna 2020.), bio je hrvatski glazbeni producent i snimatelj.

## Životopis
Miro Vidović rođen je u Vukovaru 1967. godine. Djetinjstvo je proveo u Vukovaru. U Vukovaru je išao u glazbenu školu i učio svirati gitaru. Izbivanjem velikosrpske agresije na Hrvatsku, prisiljen je napustiti Vukovar. U Osijeku je na Ekonomskom fakultetu studirao vanjsku trgovinu. Zatim je otišao u Njemačku gdje je bio ulični svirač, svirajući gitaru. Na hrvatskoj glazbenoj pozornici je od 1997. godine, kad je osnovao Morris studio, glazbeni studio koji je danas među najjačima u Hrvatskoj. Prva adresa studija bila je u Dalmatinskoj ulici. Vidović je ostvario suradnju s mnogim poznatim hrvatskim glazbenicima. Kod njega su se masterirali albumi Olivera Dragojevića, Nine Badrić, Dina Dvornika, Severine, Massima, Darka Rundeka, Urbana, Arsena i Matije Dedića, Tereze Kesovije, Vanne, Gibonnija, TBFa, Kandžije i inih. U Morrisu su snimljeni albumi hrvatskih hip hop glazbenika od kojih su neki najznačajniji u tom žanru, pa se Vidovića zato naziva tvorcem hrvatskog hip hopa: Vrućina gradskog asfalta od Tram 11, Lovci na šubare Bolesne braće, Male stvari od Elementala i dr. Osim toga, Vidović je na glasu kao osoba koja je otkrila i proslavila 2Cellose, kojima je bio menadžerom. Studio Morris poslije je preselio u Preradovićevu ulicu. Bio je više od lokacije tehničke obrade, jer su se tu okupljali glazbenici, razmjenjivale ideje i gdje se učilo o glazbi i produkciji. Pokraj Vidovićeva studija je također je bila jazz kavana i pozornica na Jelačićevu trgu, u podrumu ispod Gradske kavane.
Godine 2003. dobio je skupa s Miroslavom Lesićem Porina za najbolju snimku albuma, za album Junglesalsa od Cubisma. Iste je godine album u njegovoj produkciji dobio Porina za najbolji album i najbolji album pop i zabavne glazbe.
Umro je 7. rujna 2020. godine.

## Vanjske poveznice
- Miro Vidovic u internetskoj bazi filmova IMDb-u (engl.)
- Discogs (engl.)
- Morris Studio, Facebook